# Лабуда, Антон Антонович
Анто́н Анто́нович Лабу́да (9 апреля 1923 — 8 апреля 2011) — советский белорусский учёный, доктор физико-математических наук, первый декан факультета радиофизики и электроники БГУ, профессор кафедры физической электроники и нанотехнологий БГУ.

## Биография
Антонович родился 9 апреля 1923 г. в д. Бакуны, Пружанского района, Брестской области.
Участник Великой Отечественной войны и Войны с Японией.
Награждён орденами и медалями в том числе орденами Славы III степени (3 мая 1945), Красной Звезды (7 сентября 1945), Отечественной войны II степени (1985).
Орденом Славы награждён за то, что будучи рядовым 625 стрелкового полка 221 стрелковой дивизии, в апреле 1945 года во время боёв северо-западнее Кенингсберга проявил мужество и отвагу:

во время боя за высоту первым ворвался в траншеи противника и огнём автомата уничтожил 4 немецких солдат. В бою за станцию Гаффкен с группой солдат обошёл противника с фланга и взял в плен 13 немецких солдат.
— из наградного листа от 3 мая 1945 года, за подписью командира 625 сп. гв.майора Аверьянова
С 1949 по 1954 г. учился на физическом отделении физико-математического факультета БГУ.
После окончания аспирантуры с 1957 года работал на преподавателем в БГУ, пройдя путь от ассистента до профессора.
В 1959 г. защитил кандидатскую, а в 1988 г. — докторскую диссертацию (тема «Спектрально-оптическая диагностика плазмы для целей микроэлектроники»).
С 1960 по 1976 г. заместитель декана физического факультета, с 1976 по 1980 г. — первый декан факультета радиофизики и электроники; с 1980 по 1992 г. — заведующий кафедрой физической электроники и с 1992 г. — профессор этой кафедры.
Является известным в республике специалистом в области исследования низкотемпературной плазмы, контролируемой вакуумно-плазменной технологии в электронике и микроэлектронике, по методам контроля и автоматизированного управления в плазменной технологии.
Профессор А. А. Лабуда на протяжении длительного времени поддерживал научное сотрудничество с рядом зарубежных научных учреждений. Он являлся членом Международного оргкомитета ежегодной летней школы по плазменной инженерии поверхности «Modern Plasma Surface Technology» в Кошалине, корреспондентом международного научного общества URSI (Union Radioscientifique Internationale), членом редакции журнала «Вакуумная техника и технология», членом Польского вакуумного общества. Членом Учёного совета факультета радиофизики и электроники, членом специализированного Совета по защите диссертаций. Антон Антонович читал лекционные курсы «Физическая микроэлектроника» и «Радиоэлектроника», руководил работой НИЛ спектрального контроля в плазменной технологии, активно участвовал в общественной жизни факультета. Список его научных публикаций насчитывает 10 авторских свидетельств на изобретения и несколько учебных изданий.
В 1983 году ему было присвоено почётное звание Заслуженного работника народного образования Белорусской ССР.
Награждён нагрудным знаком Минвуза СССР «За отличные успехи в области высшего образования СССР».
Также отмечен Грамотой Президиума Верховного Совета БССР, Почётными грамотами Минвуза БССР и ректората,

## Основные труды
- Исследование импульсного разряда через тонкую металлическую проволочку: автореферат диссертации на соискание учёной степени кандидата физико-математических наук / М-во высш. образования СССР, Белорус. гос. ун-т им. В. И. Ленина, Физ. фак (1959)
- Босяков М. Н, Лабуда А. А. Определение вращательной температуры молекул в плазме ВЧ-разрядов низкого давления. // Доклады АН БССР, 1981. 25, вып. 9.
- Казаченок Г. М., Борздов В. М., Лабуда А. А., Молофеев В. М. Исследование свойств Ti-W барьерных слоев, полученных магнетронным распылением // Вакуумная техника и технология, 1993, т. 3, № 5-6, с. 24-27
- Борздов В. М., Лабуда А. А., Молофеев В. М., Петрович Т. А. Влияние структурных свойств тонких алюминиевых плёнок на их надёжность при электромиграции // Вакуумная техника и технология, 1994, т. 4, № 4, с. 56-58.
- Радиофизика и электроника: Сб. науч. трудов. Вып. 2. Мн., 1996 (в соавт.)[1]
- Физическая микроэлектроника: Курс лекций / А. А. Лабуда,Н. Н. Никифоренко (2001)
- Радиоэлектроника: Курс лекций / А. А. Лабуда, Н. Н. Никифоренко (2002)
- Лабуда А. А, Никифоренко Н .Н, Комаров Ф. Ф, Бондаренок В. П, Бойко Е. Б. Проблемы выращивания наноразмерных плёнок нитрида углерода в плазме ВЧ-разряда низкого давления//Вестник Белорусского государственного университета. Сер. 1, Физика. Математика. Информатика. — 2005. — № 3. — С. 3-8